# José Pérez de Lama Halcón
José Pérez de Lama, también conocido como "Osfa", fue un arquitecto, investigador y docente sevillano, reconocido internacionalmente por su contribución al pensamiento arquitectónico contemporáneo, el urbanismo digital y la cultura libre. Doctor en Arquitectura y profesor titular del área de Composición Arquitectónica en la Escuela Técnica Superior de Arquitectura de la Universidad de Sevilla (US), Pérez de Lama entrelazó la práctica académica con la experimentación y el activismo ciudadano. Pérez de Lama falleció el 31 de julio de 2025.

## Experimentación y activismo
Bajo el pseudónimo de "Osfa", fue uno de los miembros fundadores del colectivo hackitectura (2000-11), desde donde impulsó diversas iniciativas dedicadas a explorar los vínculos entre tecnologías libres, redes sociales y territorios urbanos. En este contexto, destaca su contribución al desarrollo de Indymedia Estrecho (2003-2007), Fadaiat media & frontera lab (Transacciones/Fadaiat 2004), WikiPlaza (2009-2010) y Mapping the Commons (2010/11). Algunos de los resultados de dichas iniciativas fueron presentados en reconocidas instituciones internacionales, tales como el Centro de Arte y Medios Tecnológicos de Karlsruhe (ZKM), LABoral Centro de Arte y Creación Industrial, o el Museo Nacional de Arte Contemporáneo de Atenas.

## Trayectoria
Pérez de Lama se formó en la Universidad de Sevilla y en la Universidad de California en Los Ángeles (UCLA). En 2007 obtuvo el título de doctor, con la tesis Entre Blade Runner y Mickey Mouse. Nuevas condiciones urbanas: una perspectiva desde Los Angeles, California (1999-2002).
En 2017 obtuvo la plaza de Profesor Titular del área de Composición Arquitectónica en la Escuela Técnica Superior de Arquitectura de la Universidad de Sevilla. Además de su labor como profesor e investigador en dicha escuela, ocupó también los cargos de Subdirector de Innovación Docente y Director adjunto del Centro de Innovación y Diseño [IND]. Asimismo, jugó un papel fundamental en el establecimiento y consolidación de FabLab Sevilla, del cual fue director hasta 2017. Dicha labor vino acompañada por un importante trabajo de reflexión y teorización sobre la intersección entre cultura libre y fabricación digital. Bajo su dirección, en 2011 FabLab Sevilla pasó a formar parte de la red internacional FabLab Network, promovida por el Center for Bits and Atoms del Instituto Tecnológico de Massachusetts.
Pérez de Lama fue autor de numerosas publicaciones, entre las que se incluyen artículos en revistas, libros y colaboraciones en obras colectivas. Su último libro, Máquinas rebeldes - Sobre arquitectura, ciudad y mundo digital recoge textos publicados por Pérez de Lama entre 1999 y 2017, agrupados en torno a tres estapas: años punk, años del entusiasmo y años de la melancolía.
En 1995 obtuvo el Premio de Investigación Ciudad de Sevilla con el estudio Biografía del patio mediterráneo. Treinta años más tarde, en 2025, se publicaría una nueva edición presentada de manera póstuma en el Colegio Oficial de Arquitectos de Sevilla.
En 1987 participó en la redacción del Plan Director para la Exposición Universal de Sevilla 1992, colaborando con Jaime López de Asiaín y otros coautores en capítulo sobre el acondicionamiento bioclimático de los espacios abiertos.
Destacaba también su activa labor como bloguero, desde 2014 como editor de Arquitectura Contable o previamente, entre otros, en su blog docente CA 1112/a @ htca4 (2007-2014).

## Libros
- Máquinas rebeldes: sobre arquitectura, ciudad y mundo digital. José Pérez de Lama Halcón Recolectores urbanos, 2024. ISBN 9788412809220

- Conversaciones con Antonio Sáseta: docencia, arquitectura, espacio escénico, vida. Antonio Saseta Velázquez (entrevistado), José Pérez de Lama Halcón (ed. lit.), José María Sánchez-Laulhé Sánchez de Cos (ed. lit.) Recolectores urbanos, 2021. ISBN 9788412149357

- Yes, We are Open!: fabricación digital, tecnologías y cultura libres. José Pérez de Lama Halcón (ed. lit.), Antonio José Lara Bocanegra (ed. lit.), Narciso Jesús Vázquez Carretero (ed. lit.). Sevilla : ETSA, Universidad de Sevilla ; RU Books. ISBN 9788494183829

- Cartas shanghainesas. José Pérez de Lama Halcón, Miguel Gentil Fernández Lugadero, 2012. ISBN 978-84-939175-1-7

- WikiPlaza: request for comments. Sergio Moreno Páez, José Pérez de Lama Halcón, Laura H. Andrade. dpr-barcelona, 2011. ISBN 978-84-615-0765-8

- Situation room: diseñando un prototipo de sala de situación ciudadana = designing a prototype of a citizen situation room. José Pérez de Lama Halcón, Pablo Soto. dpr-barcelona, 2010. ISBN 978-84-614-1504-5

- Devenires cíborg: arquitectura, urbanismo y redes de comunicación. José Pérez de Lama Halcón. Sevilla : Secretariado de Publicaciones de la Universidad de Sevilla, 2006. ISBN 84-472-1064-2